# Smile (гурт)
«Smile» (з англ. - «Посмішка») — британський рок-гурт, відомий як попередник рок-гурту Queen. До складу входили гітарист Браян Мей, вокаліст і басист Тім Стаффел і барабанщик Роджер Тейлор.

## Історія
Сформований Браяном Меєм та Тімом Стаффелом у жовтні 1968 року. Пошуком ударника для групи зайнявся Мей. Він повісив оголошення на дошці оголошень свого навчального закладу, а навчався він у лондонському Імперіал коледжі. В оголошенні йшлося про те, що групі потрібен барабанщик для гри в стилі Мітча Мітчелла та Джинджера Бейкера (барабанщики Джиммі Хендрікса і групи Cream відповідно). На прослуховування прийшов студент-дантист Роджер Тейлор, який справив враження на Мея точністю настроювання барабанів і став ударником групи. Крім Мея, Стаффела та Тейлора до початкового складу увійшли Майк Гроуз (бас), Кріс Сміт, Джон Харріс та Філ (клавішні).
У лютому 1969 року Харріс і Сміт залишили гурт, а 27 лютого Smile (без Гроуза) зіграли на благодійному концерті. Цей виступ було згадано в газеті The Times, що стало одним з досягнень групи. Але все ж таки головним досягненням «Smile» став виступ на розігріві у Pink Floyd.
Через напружене навчання, появу інтересу до американської музики і відсутність будь-якого менеджменту, навесні 1970 року Тім Стаффел покинув групу. На зміну йому прийшов Фредді Меркьюрі, а постійним басистом залишився Майк Гроуз. У червні 1970 року група змінила назву на Queen.
У 2018 році Стаффел знову возз'єднався з Меєм і Тейлором для перезапису пісні Doing All Right у студії Abbey Road. Цей реліз використовувався у фільмі-байопіку про групу Queen "Богемська рапсодія ".

## Пісні
Ці пісні офіційно підтверджені як частина репертуару гурту «Smile» гітаристом гурту, як наживо, так і в їхній студійній роботі.
- Earth (Стаффел)
- Step on Me (Стаффел/Мей) — спочатку створена в групі Брайана Мея і Стаффела «1984».
- Doin' Alright (Стаффел/Мей)
- Blag (Мей)
- Polar Bear (Мей)
- Silver Salmon (Стаффел)
- See What a Fool I've Been (Мей, за мотивом композиції "That's How I Feel " від Сонні Террі та Брауна МакГі[en])
- April Lady (Лукас) — пісня, представлена лейблу " Mercury Records " під час їхньої другої студійної сесії.
- White Queen (As It Began) (Мей)

## Дискографія
1. Doin' Alright (Альбом вийшов у червні 1969)
2. Gettin Smile (Альбом вийшов 23 вересня 1982 року лише в Японії
3. Ghost Of A Smile (Альбом вийшов 1997 року тільки в Голландії).